# Amor y ciencia

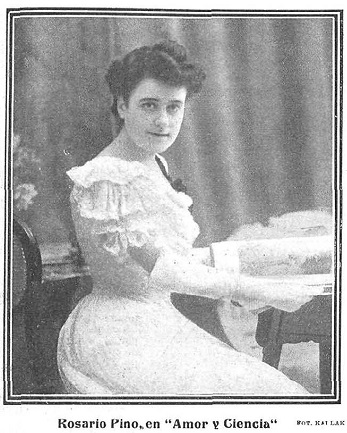
Rosario Pino en Amor y Ciencia

Amor y ciencia es una obra de teatro de Benito Pérez Galdós, en tres actos, estrenada el 7 de noviembre de 1905 en el Teatro de la Comedia de Madrid.

## Argumento
Guillermo y Paulina son un matrimonio distanciado por los ideales de uno y otra. Él es médico y cree ciegamente en los avances de la ciencia. Ella, más tradicional, desconfía de la modernidad, y se refugia en casa del marqués de Abdalá. Sin embargo, la urgencia por salvar a Crispín, el hijo de ambos, afectado de difteria, empuja a Paulina a un nuevo acercamiento a la ciencia que representa su marido.

## Personajes
- Paulina,
- Sor Elisa,
- Natalia,
- Lucinda,
- Octavia,
- Celia
- Juana
- Teresa
- María,
- Gervasia
- Guillermo Bruno,
- El marqués de Abdalá
- Varona
- Adolfo
- Solís
- Nicolás

## Estreno
- Intérpretes: Rosario Pino (Paulina), Enrique Borrás (Guillermo Bruno), Sra. Estrada, Sra. Caro, Leovigildo Ruiz Tatay.